# Крупников, Пётр Яковлевич
Крупников, Пётр Яковлевич (19 марта 1920, Флоренция, Италия — 20 февраля 2009, Рига, Латвия) — латвийский советский историк, специалист по новой и новейшей истории, организатор серии научных конференций «Германия и Прибалтика» и инициатор научного направления по изучению остзейского дворянства в Латвийском государственном университете, доктор исторических наук, профессор. Участник коммунистического подполья в буржуазной Латвии, участник Великой Отечественной войны.

## Биография
Пётр Крупников родился 19 марта 1920 года во Флоренции в состоятельной еврейской семье. Родители Крупникова были волгари, до революции жили в Самаре, где его отцу принадлежало две фабрики. Мать Петра, Мария Капшицер, с отличием закончила Симбирскую женскую гимназию и хотела быть врачом, но её консервативный отец ей этого не позволил.
Яков Петрович Крупников в молодости заработал денег, чтобы стать компаньоном своего отца, а после его смерти единолично управлял «Фабрикой венской гнутой буковой мебели Якова Петровича Крупникова».
Еще до революции семья переехала в Петербург, где Яков Петрович стал представителем нескольких уральских заводов и приисков. Он также поставлял из-за границы машины и оборудование. Со временем он приобрел акции предприятий, с которыми работал. Крупниковы занимали квартиру в девять комнат, в одной из которых помещалась колоссальная библиотека. В 1917 году Крупников купил дом на Кутузовской набережной, 16.
Семья бежала из России в 1918 году через Киев, Одессу и Константинополь, Пётр родился в эмиграции.
Первые годы жизни провёл в Париже и Берлине. Затем переехал с родителями в Ригу, где поступил в 10-ю немецкую школу. Семья поселилась в просторной квартире на улице Сколас, 4. Пётр говорил по-немецки с остзейским акцентом, который у немцев считался аристократическим. К русской культуре его приобщала мать.
В юности увлёкся коммунистическими взглядами, стал подпольщиком во времена Улманиса, когда все политические партии в Латвии были запрещены.
C августа 1941 года по 1946 год воевал в 201-й, затем 43-й гвардейской Латышской дивизии: командир отделения, взвода, роты. Как военный переводчик участвовал в процессе над гитлеровскими военачальниками в Риге в 1946 году.
В 1947—1953 годах Крупников работает директором Центрального лекционного бюро Комитета по делам культурно-просветительных учреждений в Риге и параллельно учится в Латвийском государственном университете на историческом факультете, который оканчивает в 1953 году и получает приглашение работать на кафедре истории КПСС Латвийской сельскохозяйственной академии.
Преподаватель, доцент, заведующий кафедрой.
В 1964 году Крупникова приглашают преподавать в Латвийском госуниверситете на кафедру всеобщей истории, где он начал читать лекции по истории Западной Европы и Америки (1600—1870-е годы).
С 1967 года Крупников начал читать лекции в зарубежных университетах.
В 1991 году эмигрировал в Германию. Как приглашенный профессор читал лекции в Стокгольмском, Уппсальском, Стенфордском, Нью-Йоркском университетах, в высших учебных заведениях Беркли, Болоньи, Флоренции, Салоник, Тель-Авива, Базеля и в шестнадцати университетах Германии.
В 1992 году профессор стал одним из учредителей Латышско-Балтийско-немецкого культурного общества Domus Rigensis вместе  с коллегой Гертом фон Пистолькорсом, юристом Дитрихом Андреем Лёбером, издателем журнала "Baltische Briefe" Вольфом фон Клейстом, специалистом по генеалогии Вилфридом Шлау, теологом Клаусом фон Адеркасом с немецкой стороны и академиком Янисом Страдыньшем, историком Илгваром Мисансом, директором Рундальского музея Имантом Ланцманисом с латвийской стороны.   

## Научная и преподавательская деятельность
Крупников разработал собственную методику преподавания, которая предусматривала освоение материала в широком историческом контексте, за что получил от студентов прозвище «Контекст». Эта методика предусматривала составление хронологических таблиц, в которых события и исторические личности в разных странах были объединены едиными рамками, что давало представление о единстве и взаимовлиянии исторического процесса. Студенты Крупникова вели картотеки исторических личностей и событий.
С юности Крупников увлекался историей остзейского дворянства и загорелся идеей сделать эту тему фирменным направлением Риги и ЛГУ. Вместе с М. М. Духаниным вёл международные научные конференции «Германия и Прибалтика», в которых участвовали представители разных стран Западной и Восточной Европы. Сам неоднократно выступал на международных конференциях за рубежом и читал гостевые лекции в университетах России и Европы. По материалам конференций ЛГУ издавал научные сборники «Германия и Прибалтика», которые редактировали Духанин и Крупников. В сборниках печатались статьи на немецком, латышском и русском языках.

## Книги
- Melu un patiesības palete (Палитра лжи и правды). Рига: Zvaigzne, 1980 (на латышском языке). — 202 c.
- Полвека истории Латвии глазами немцев (конец XIX в. — 1945 г.). Рига: Авотс, 1989. — 315 с. — ISBN 5-401-00475-3.
- История Латвии в зеркале германских и прибалтийско-немецких публикаций. Рига, 1989 (на немецком языке).
- Автобиографическую книгу «XX век: прожитое и пережитое. История жизни историка, профессора Петра Крупникова, рассказанная им самим» составила по материалам его интервью, записанных его ученицей Дагмарой Бейтнере, редактор Гунта Страутмане. Последнее интервью было записано 31 января 2009 года, за 20 дней до смерти профессора. Презентация латышской версии книги состоялась в день 95-летия Крупникова, 19 марта 2015 года. К августу 2015 года книгу перевел на русский язык Роальд Добровенский[1].

## Семья
Братья  — Григорий (1906) и Илья (1908).
Супруга — Евгения Крупникова, скончалась в 1986 году в возрасте 62 лет после неудачной операции на сердце.
Сыновья — Григорий Крупников, физик, предприниматель и политик, Дмитрий Крупников.